# Marktleugast
Marktleugast är en köping (Markt) i Landkreis Kulmbach i Regierungsbezirk Oberfranken i förbundslandet Bayern i Tyskland.
Köpingen ingår i kommunalförbundet Marktleugast tillsammans med köpingen Grafengehaig.